# Naturschutzgebiet Hasper Bach
Das Naturschutzgebiet Hasper Bach befindet sich im äußersten Südwesten des Gebietes der kreisfreien Stadt Hagen in Nordrhein-Westfalen. Das Naturschutzgebiet liegt entlang des Hasper Baches und seiner. Im Westen reicht das Gebiet bis an die Vorsperre der Hasper Talsperre, in die sich der Hasper Bach ergießt. Von dort erstreckt es sich entlang des Hasper Bachtales nach Süden sowie entlang des Hemker Baches nach Osten und entlang des aus „In der Lieth“ kommenden linken Seitengewässer jeweils bis zur Grenze an den Ennepe-Ruhr-Kreis.

## Beschreibung
Das 7,5470 ha große Gebiet ist seit 1992 unter der Kennung HA-021 als Naturschutzgebiet ausgewiesen.
Laut Fachinformationssystem des Landesamtes für Natur, Umwelt und Verbraucherschutz in NRW umfasst das Gebiet

„das Talsystem des Hasper- und des Hemker Baches. Der Hasper Bach ist ein abschnittsweise stark mäandrierender Bach mit steiniger Sohle, in einem bis zu 5 m breitem Bachbett, in das teilweise Schotterinseln eingelagert sind. Die beiden Bäche werden von einem galerieartigem Auwald aus Erlen und Eschen begleitet. Das Tal des Hasper Baches ist auf Grund seines Strukturreichtums, der durch naturnahe Bäche, bachbegleitende Erlen- und Eschenwälder und insbesondere die Feuchtgrünlandflächen geprägt wird, mit herausragender Bedeutung als Vernetzungsbiotop im Biotopverbund. Entwicklungsziel: Erhaltung des naturnahen und mäandrierenden Bachlaufes mit seinen angrenzenden Überschwemmungsbereichen.“

Im Naturschutzgebiet sind viele seltene Pflanzenarten heimisch.  Hervorgehoben seien: Moor-Labkraut (Galium uliginosum), Schwarze Flockenblume i. w. S. (Centaurea nigra s. l.), Sumpf-Dotterblume (Caltha palustris), Sumpf-Veilchen (Viola palustris) und Teufelsabbiss (Succisa pratensis).

## Schutzziele
Schutzziele sind:
- die Erhaltung des naturnahen und mäandrierenden Bachlaufes mit seinen angrenzenden Überschwemmungsbereichen,
- die Erhaltung und Wiederherstellung von Lebensgemeinschaften oder Lebensstätten bestimmter wildlebender Pflanzen- und wildlebender Tierarten im Talraum des Hasper Baches und seinen Zuflüssen
- die Erhaltung und Förderung der von einer extensiven Nutzung abhängigen Feuchtwiesen und -weiden und der typischen Lebensgemeinschaften der Mittelgebirgsbäche mit ihren einzigartigen Quellfluren
- die Erhaltung und Entwicklung uferbegleitender und Feuchtigkeit liebender Krautfluren sowie des bachbegleitenden Erlen-Eschensaumes mit ihren charakteristischen Pflanzen- und Tierarten.[3]

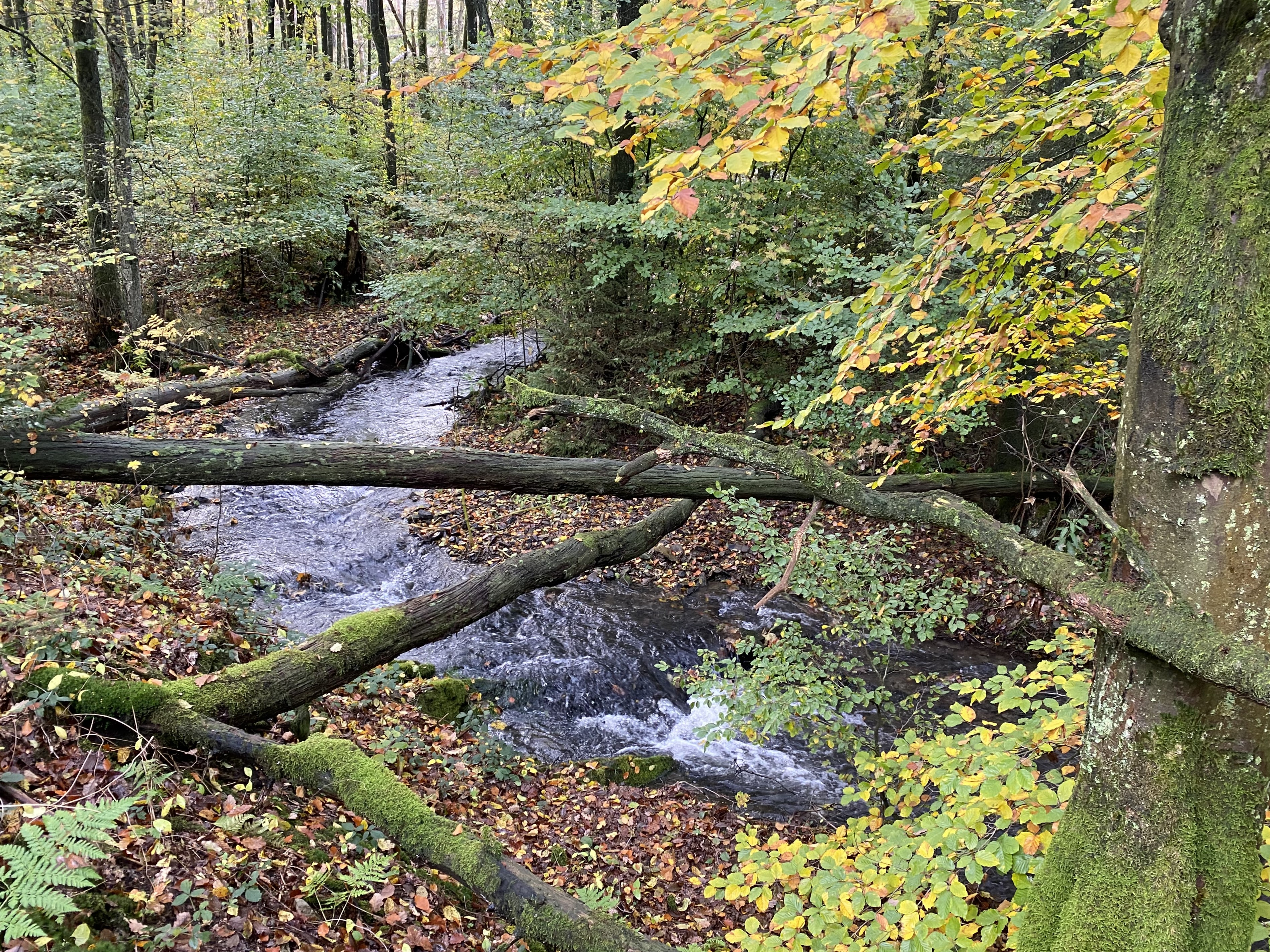
Totholz am Hasper Bach
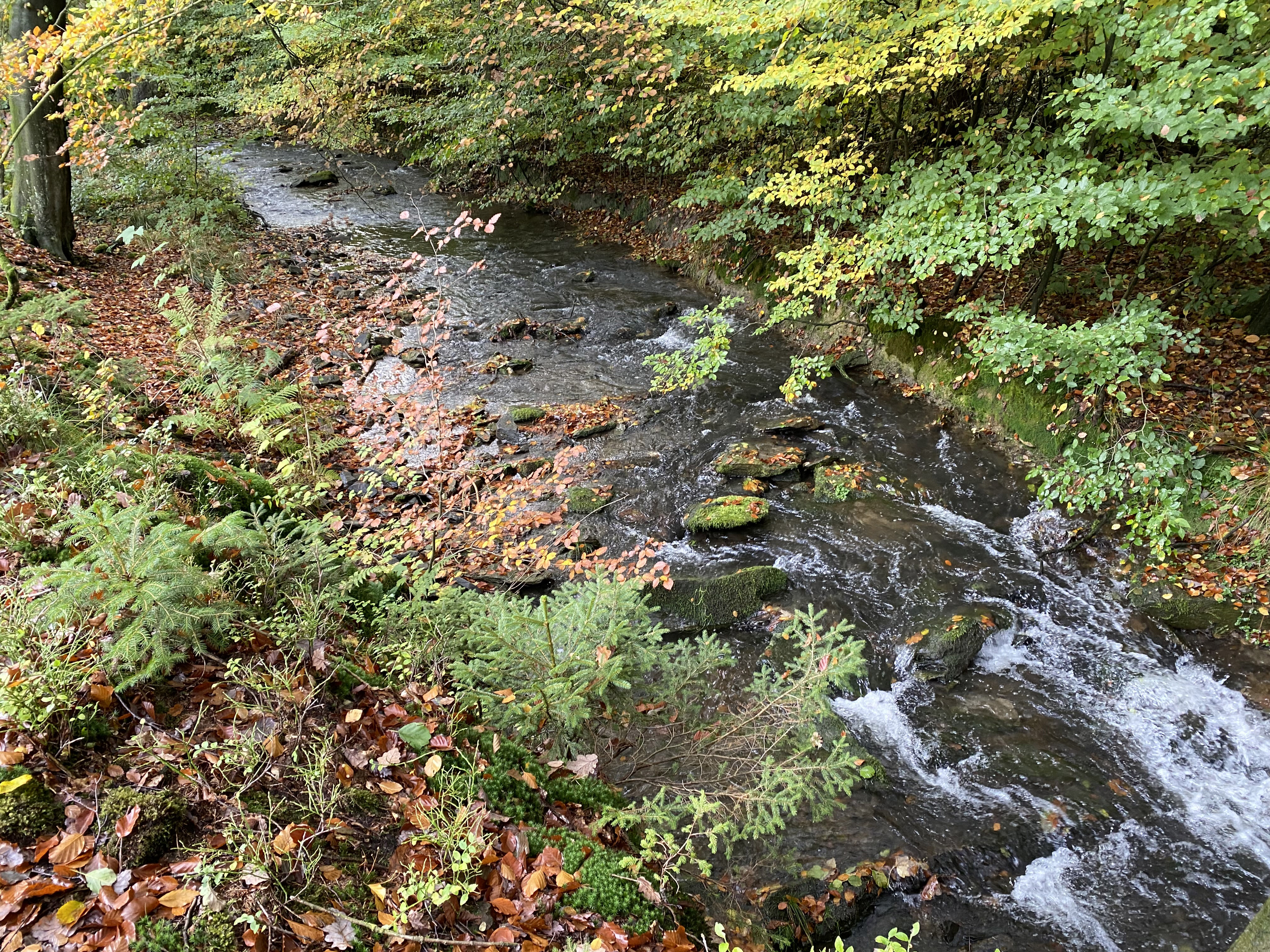
Hasper Bach mit hoher Fließdynamik
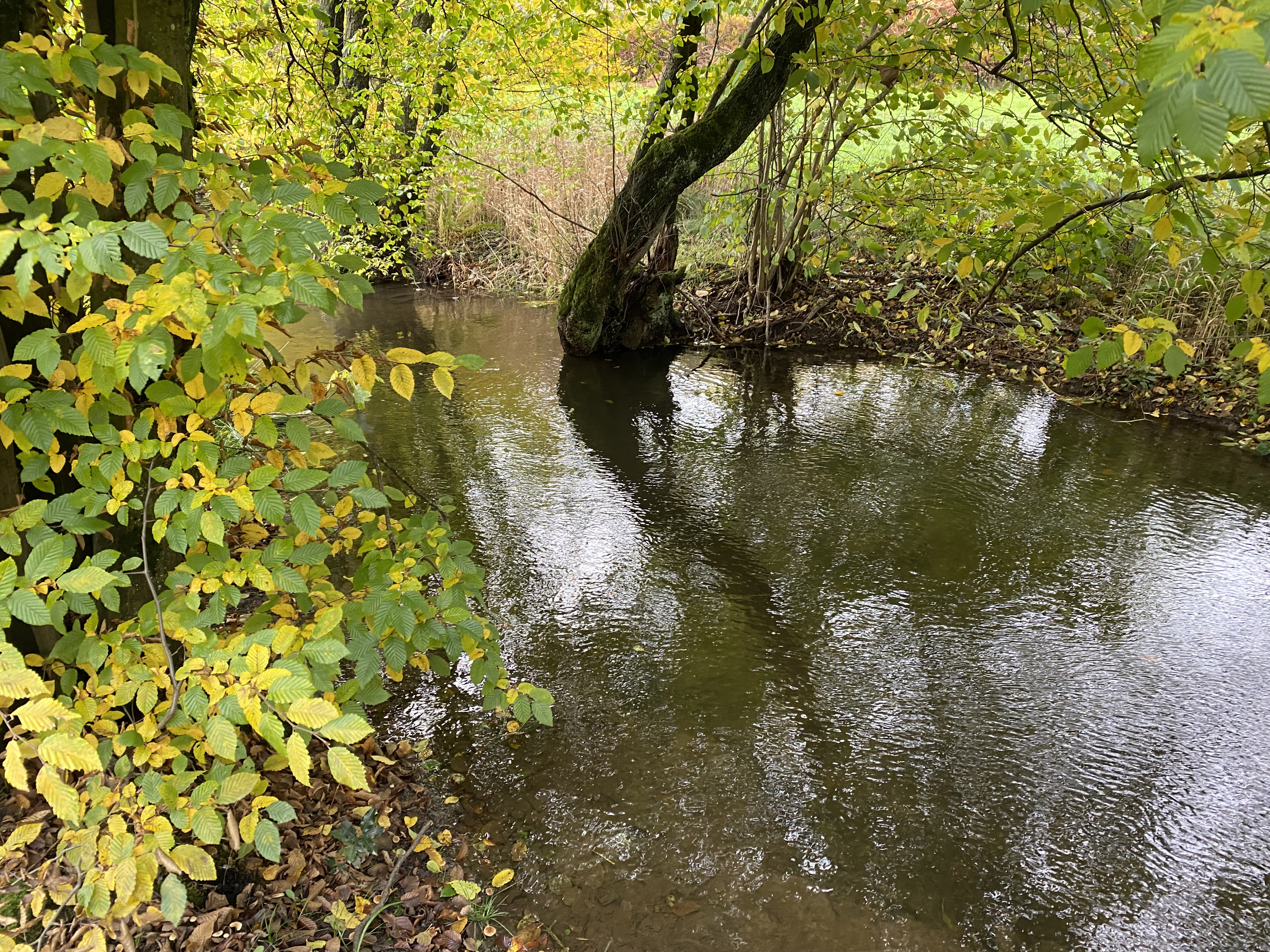
Hasper Bach mit geringer Fließdynamik
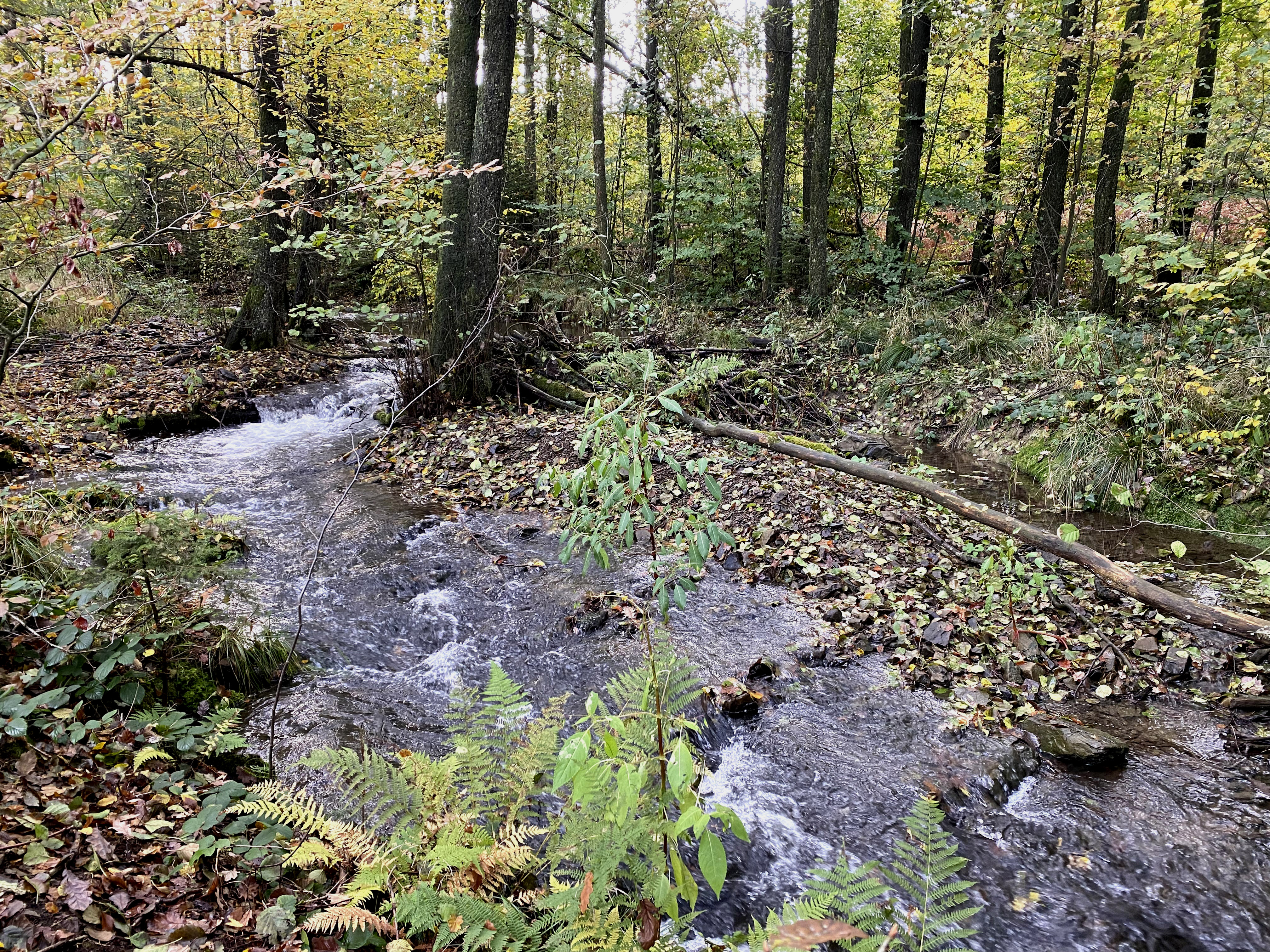
Hasper Bach mit Schotterinsel
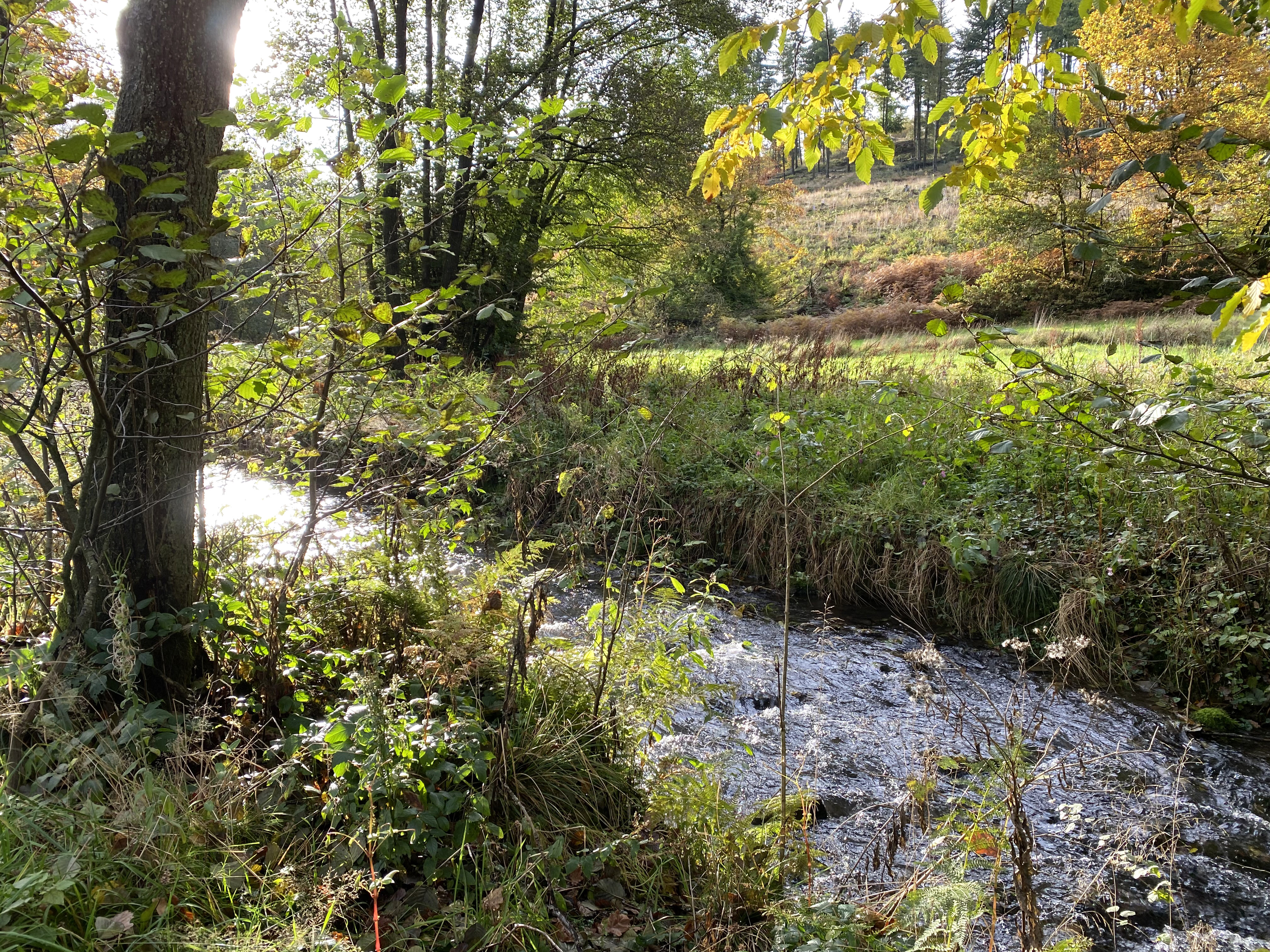
Feuchtwiese am Hasper Bach
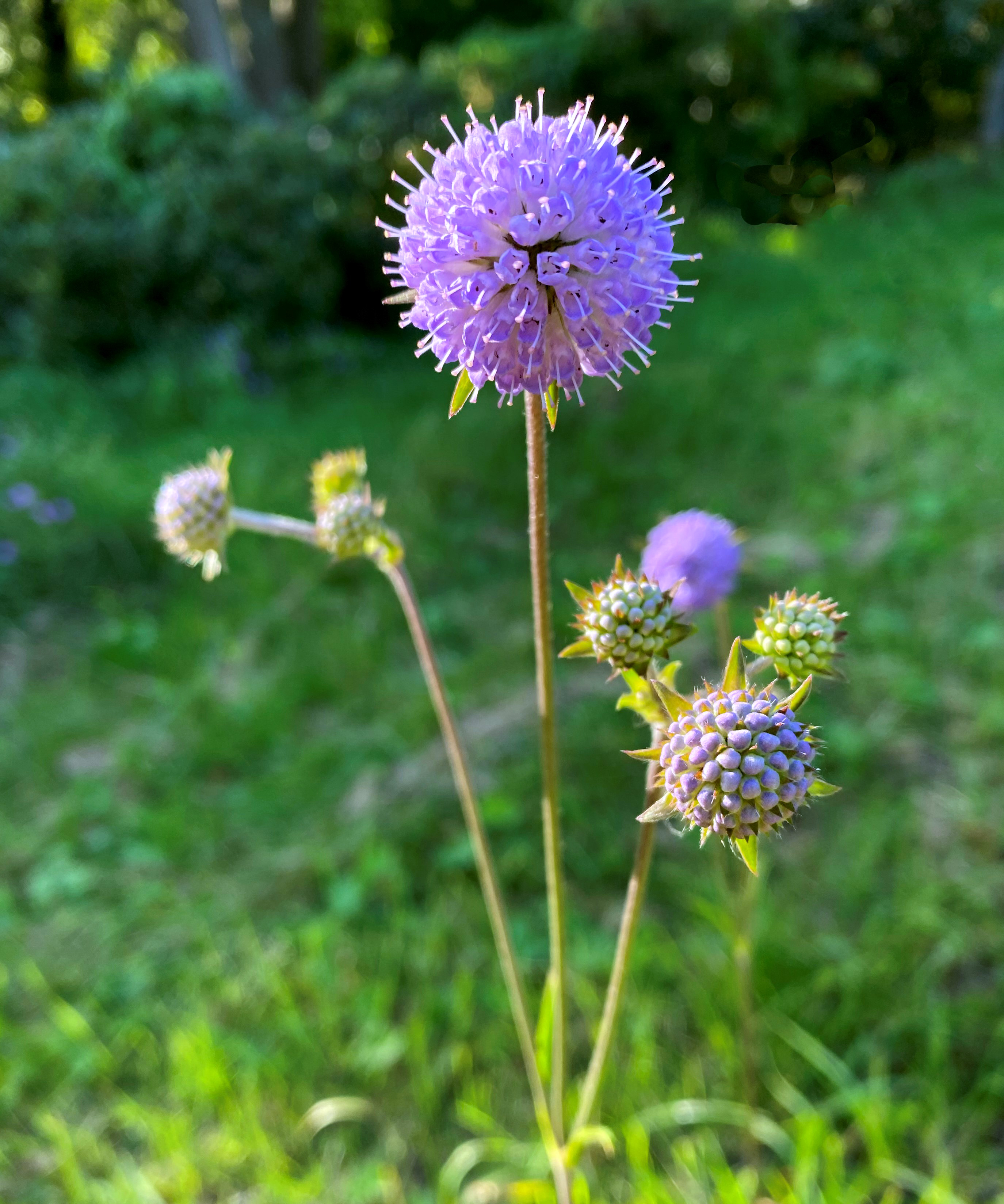
Teufelsabbiss – selten, aber heimisch im NSG Hasper Bach
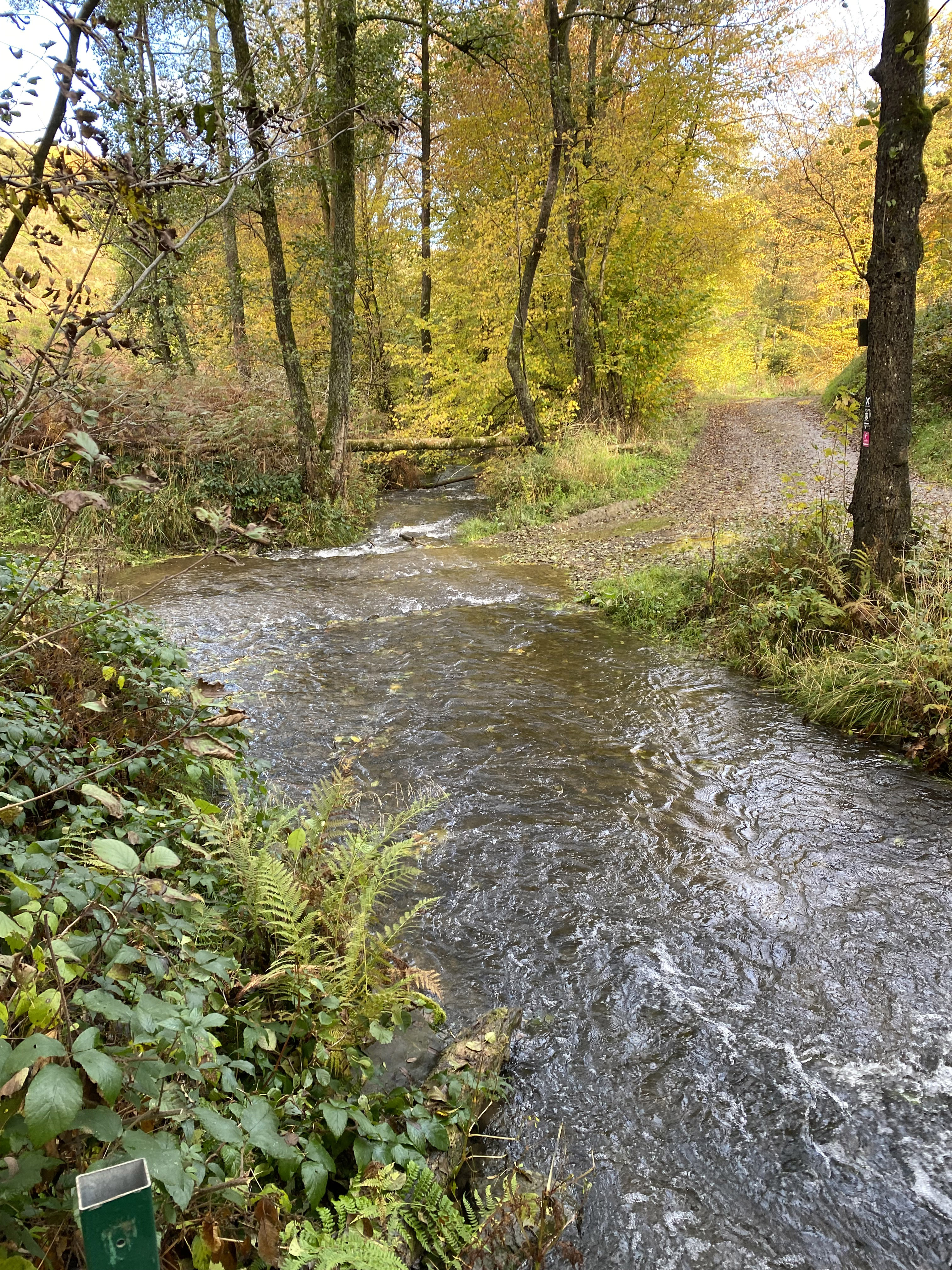
Furth durch den Hasper Bach
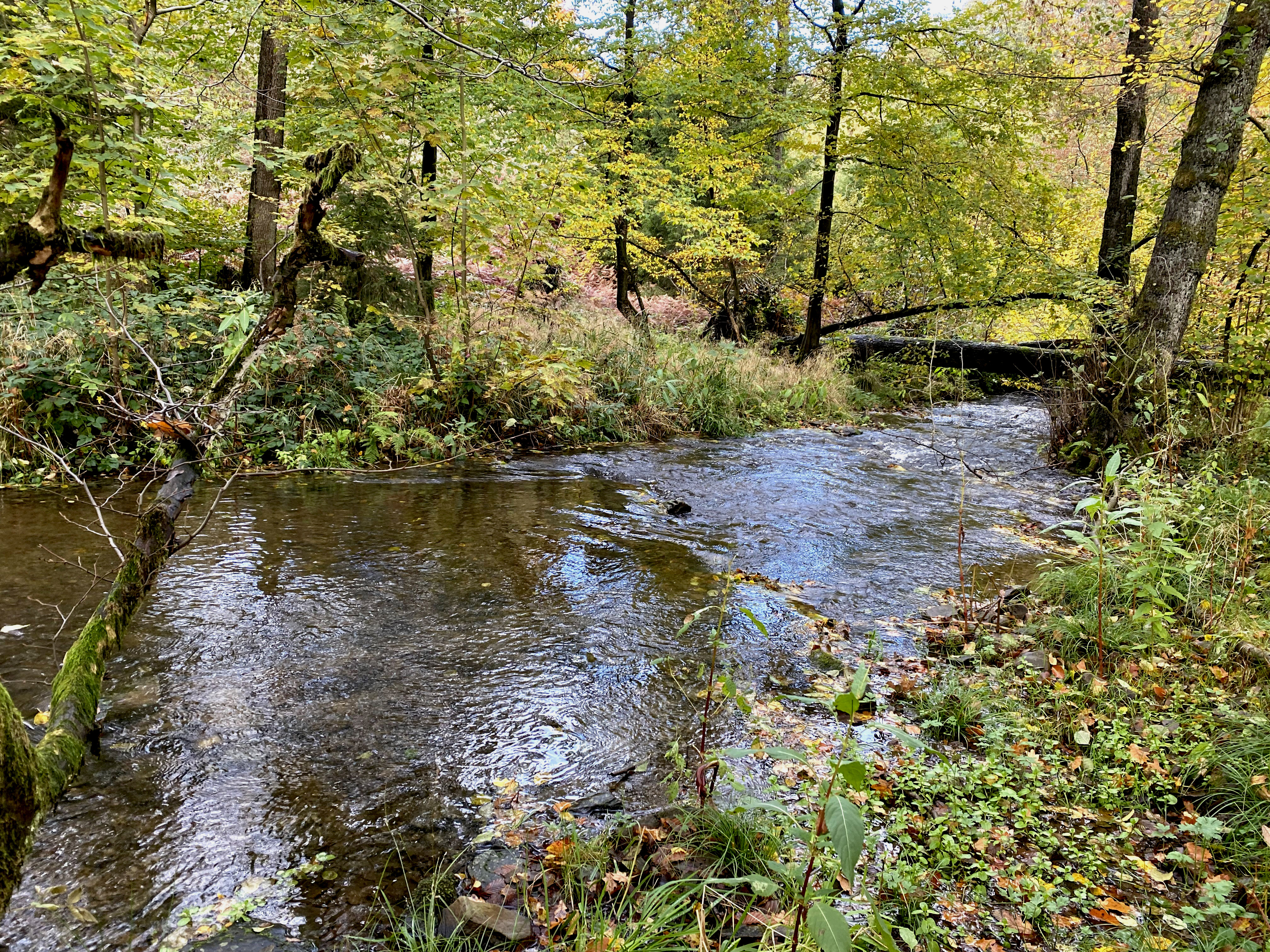
Hasper Bach nahe Einmündung Hemker Bach
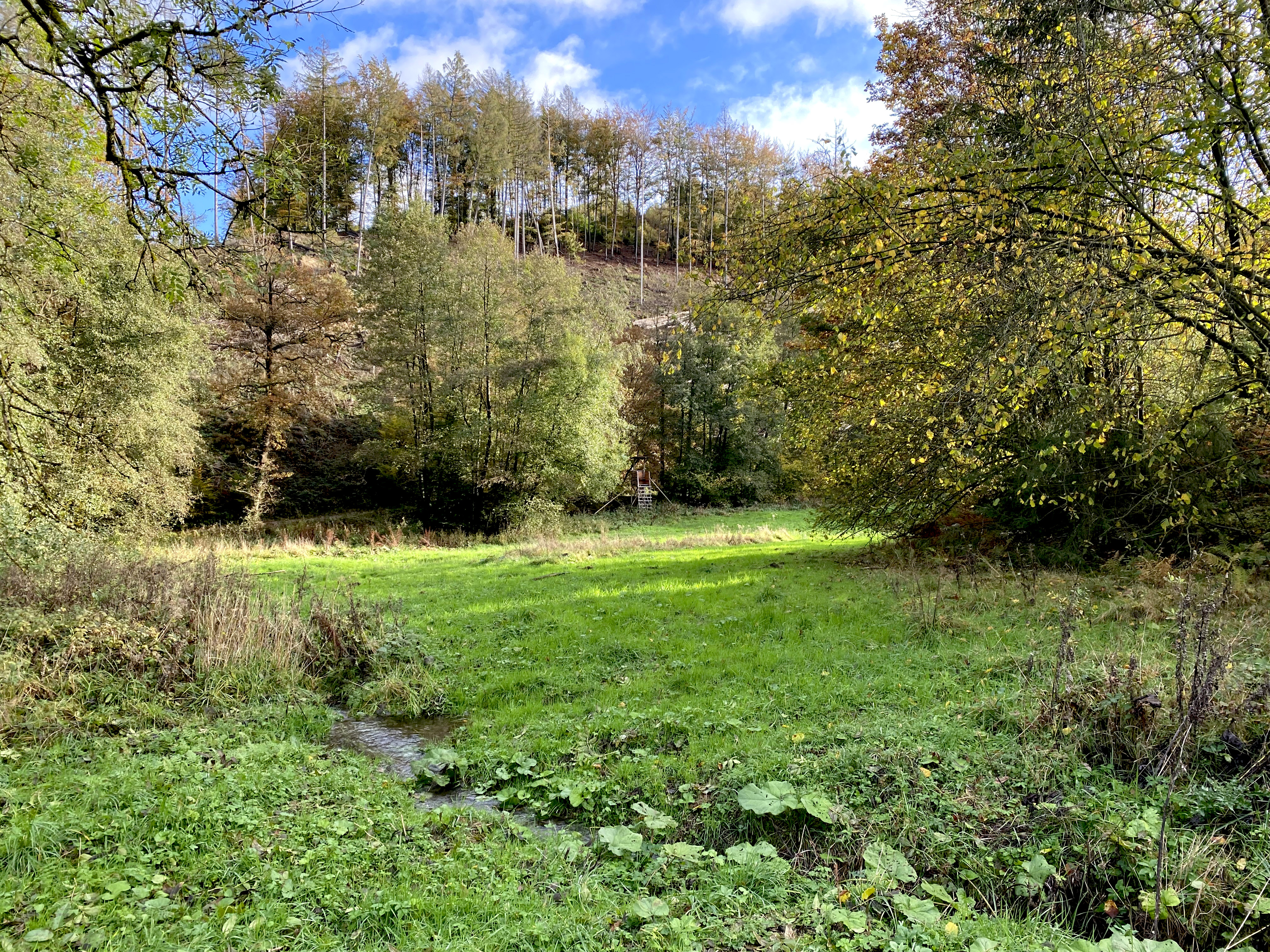
Liether Bach mit Pestwurzbestand vor Einmündung in den Hasper Bach
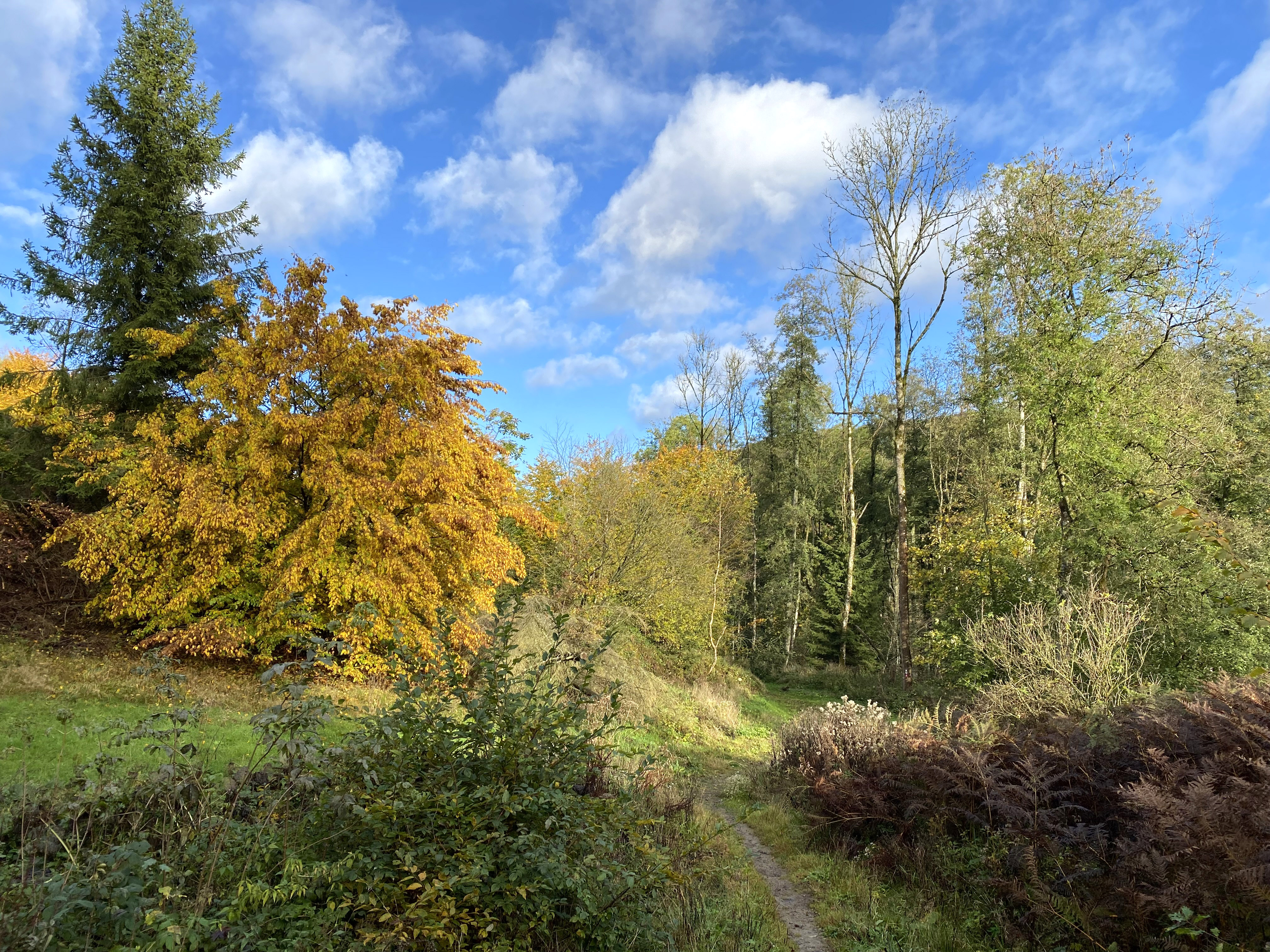
Liether Bachtal
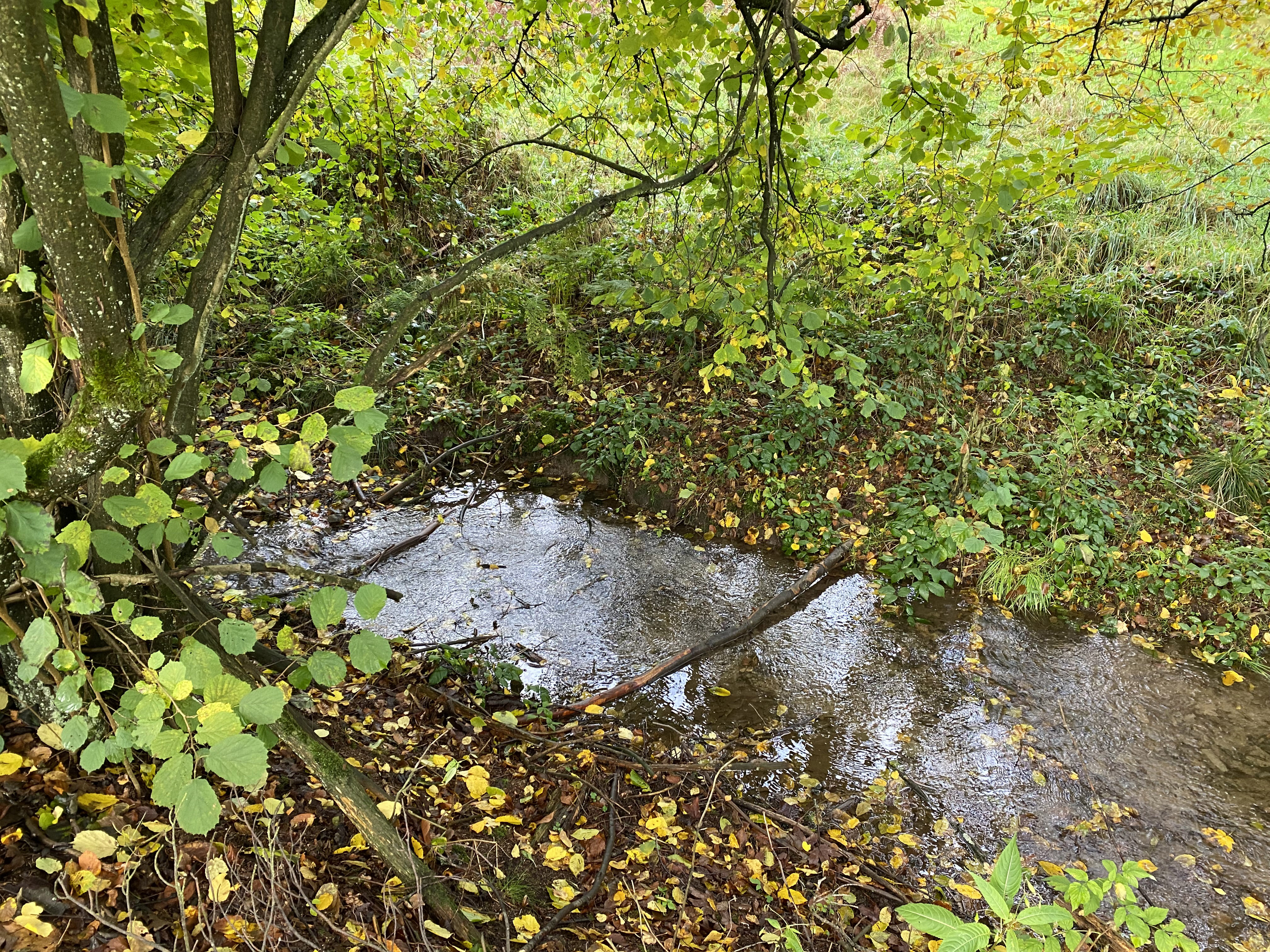
Liether Bach
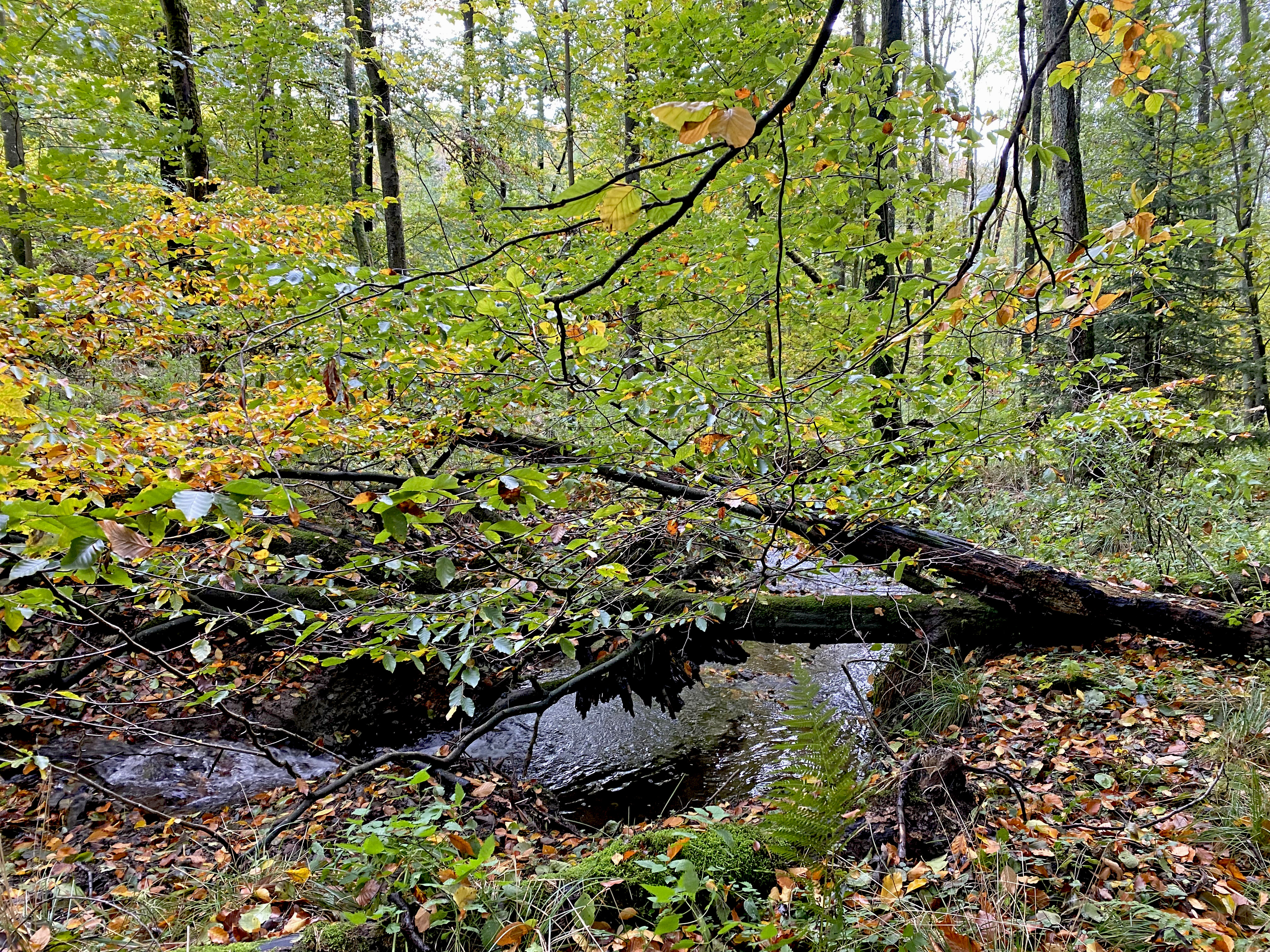
Totholz am Hemker Bach
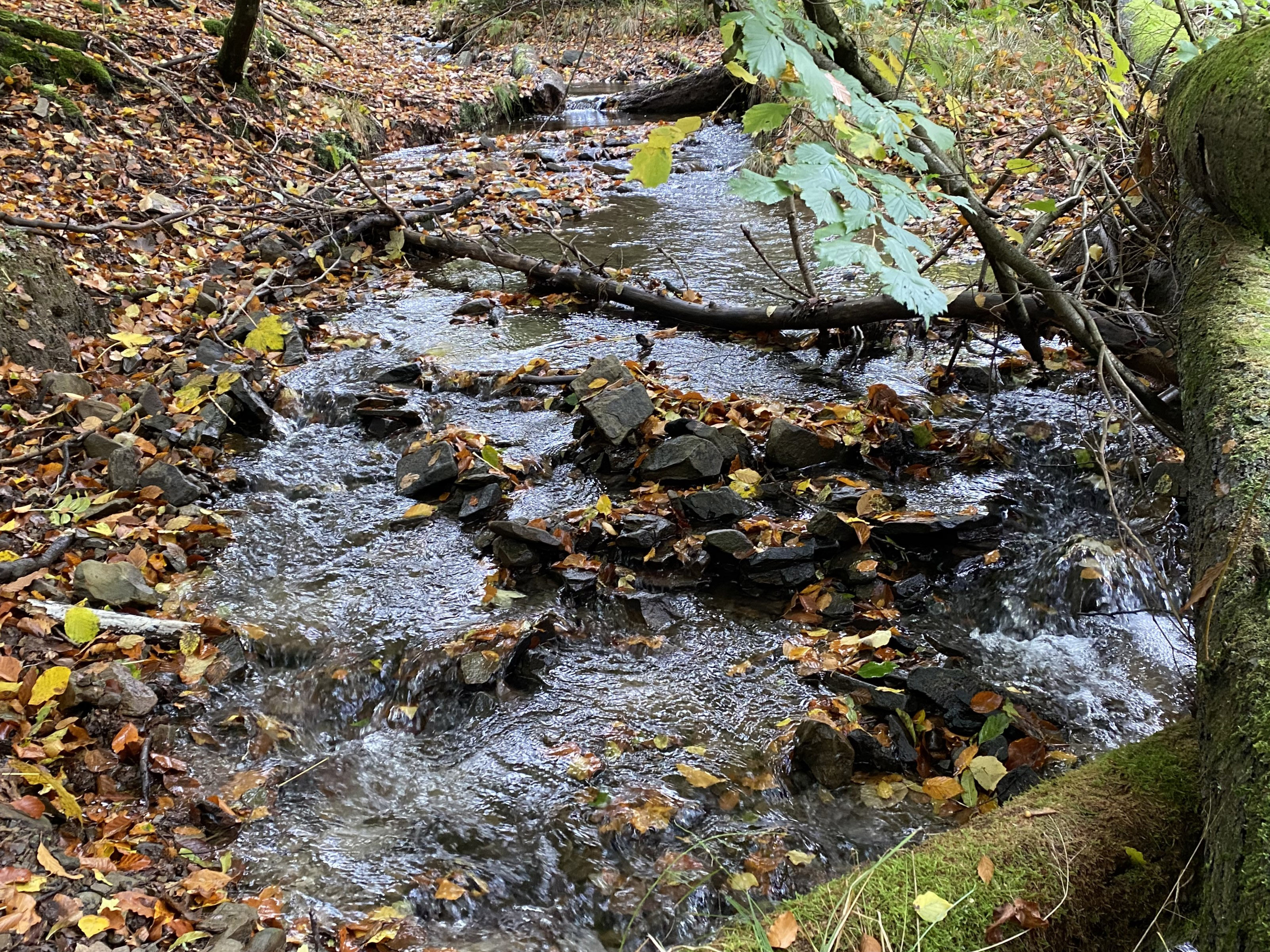
Bachbett Hemker Bach